# Sierro
Sierro es una localidad y municipio español situado en la parte centro-sur de la comarca del Valle del Almanzora, en la provincia de Almería, comunidad autónoma de Andalucía. Limita con los municipios de Suflí, Laroya, Senés, Velefique, Bacares, Bayarque y Armuña de Almanzora. Por su término discurre el río Boloyunta, también conocido como río Sierro.

## Toponimia
Al parecer, el origen del topónimo Sierro es del latín serra, con el evidente significado de sierra, aunque se ha llegado a plantear la alternativa de un posible origen bereber.

## Geografía física

### Situación
Integrado en la comarca del Valle del Almanzora, se encuentra situado a 91 kilómetros de Almería capital, a 149 de Granada y a 163 de Murcia. Por su término municipal discurre la carretera provincial AL-6101, que conecta Sierro con la A-334 en Purchena.
| Noroeste: Armuña de Almanzora | Norte: Suflí   | Nordeste: Suflí      |
| Oeste: Bayarque y Bacares     |                | Este: Suflí y Laroya |
| Suroeste: Bacares y Velefique | Sur: Velefique | Sureste: Senés       |

### Clima
Por la clasificación de Köppen Sierro tiene un clima semiárido frío o estepario (bsk).
La temperatura media anual está por debajo de los 18 °C, con inviernos fríos y veranos cálidos.
Las precipitaciones se concentran durante el otoño y el invierno, oscilando entre 350 y 600 mm/año. Los veranos son secos con escasas precipitaciones.

### Riesgos naturales
El municipio de Sierro todavía no cuenta con un PTEL que cumpla con la Ley 5/2010 sobre autonomía local.

## Naturaleza

### Flora
El término municipal se extiende por parte de la sierra de los Filabres, que presenta un marcado gradiente altitudinal y está influenciado por las repoblaciones forestales realizadas en los años 50 y 80, que fueron en su mayoría pinos (Pinus halepensis, Pinus pinaster, Pinus nigra y Pinus sylvestris).
En la zona inferior predomina el lentisco (Pistacia lentiscus), la coscoja (Quercus coccifera), el pino carrasco (Pinus halepensis), la encina (Quercus ilex), el arto (Ziziphus lotus), y en la zona intermedia y de alta montaña, encinares béticos y pinares, sobre todo pino negral (Pinus pinaster) y salgareño (Pinus nigra).

### Fauna
En esta zona destacan varias especies protegidas como el águila real (Aquila chrysaetos), el águila perdicera (Hieraetus fasciatus), el halcón peregrino (Falco peregrinus), el azor común (Accipiter gentilis) y el gavilán (Accipiter nisus), y abundan especies como el zorro (Vulpes vulpes), la garduña (Martes foina), el tejón (Meles meles) y el gato montés (Felis silvestris).
De fauna cinegética se encuentran el jabalí, el ciervo, la cabra montesa (Capra pyrenaica subsp. hispanica) y especies de caza menor como el conejo y la liebre.
En cuanto a quirópteros, está el murciélago ratonero grande (Myotis myotis), el ratonero mediano (Myotis blythii), el orejudo gris (Plecotus austriacus), el grande de herradura (Rhinolophus ferrumequinum), el hortelano mediterráneo (Eptesicus isabellinus), el montañero (Hypsugo savii), el ratonero gris (Myotis escalerai), el murciélago de borde claro (Pipistrellus kuhlii) y murciélago común (Pipistrellus pipistrellus).
También son comunes anfibios endémicos ibéricos como el sapo partero bético (Alytes dickhilleni), que es el más amenazado de la sierra de los Filabres, y el sapillo pintojo (Discoglossus jeanneae), y reptiles como la salamanquesa rosada (Hemidactylus turcicus).
Abunda la mariposa Apolo (Parnassius apollo), y sus subsespecies Pseudochazara hippolyte, Saturnia pavonea, Catocala mariana, y filabricus, considerada vulnerable actualmente.
Respecto al ganado doméstico, predomina la oveja de una raza cruzada con la segureña.

### Zonas Protegidas
La Zona de Especial Conservación (ZEC) Calares Sierra de los Filabres se extiende por parte del término municipal.

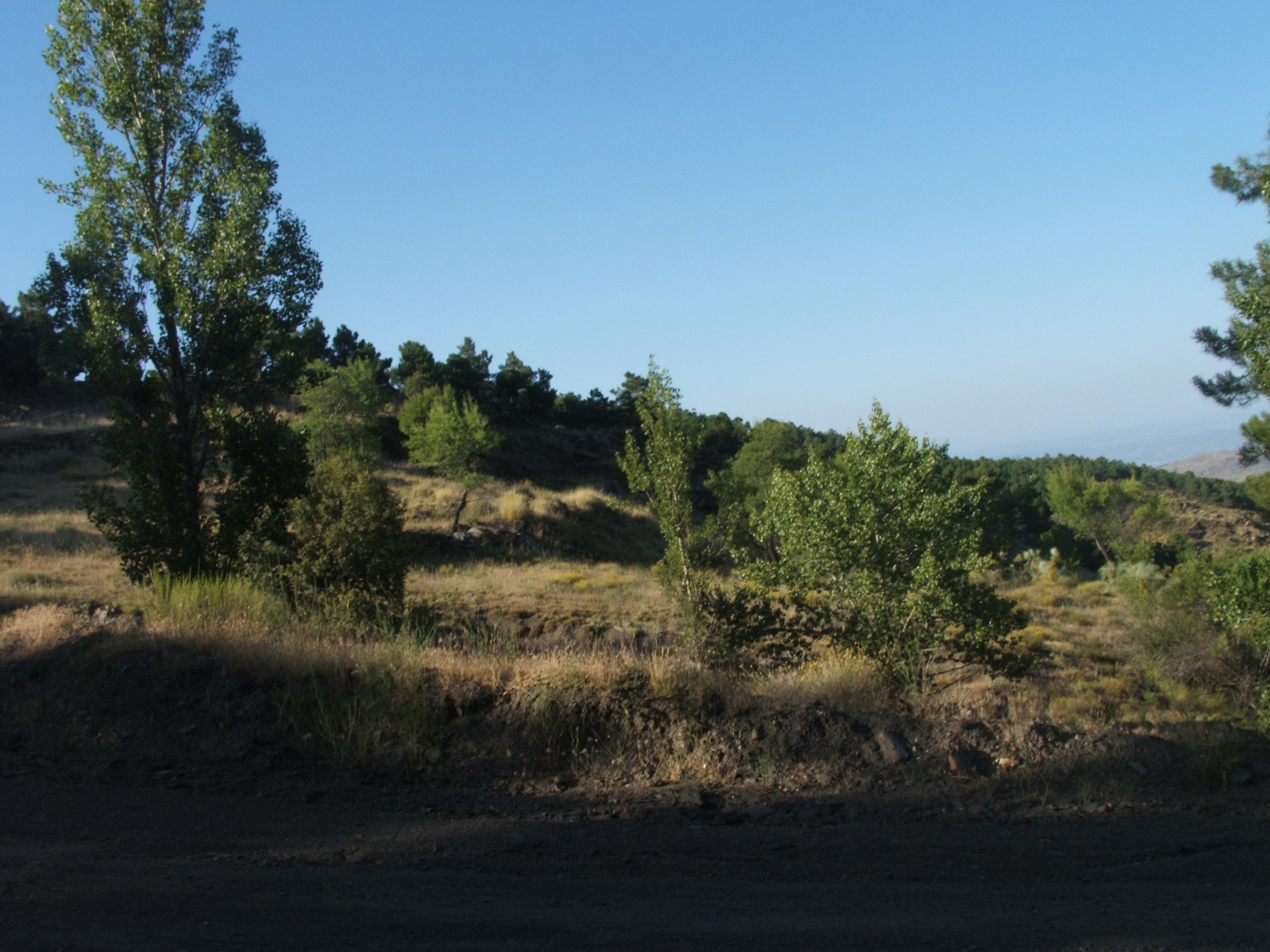
ZEC Calares de Sierra de los Filabres

## Historia
Municipio de origen y fundación islámica. Al principio del periodo musulmán, la sierra de los Filabres estaba poblada en su mayoría por mozárabes. En una incursión de Alfonso I de Aragón "el Batallador" en el año 1125, la mayor parte de esta población se fue con él para repoblar el Valle del Ebro. Durante el siglo XV se podía distinguir entre Sierro Alto y Sierro Bajo.
En la Edad Media Sierro es una alquería protegida por el Castillo de Sierro, de época Nazarí y similar al de Chercos, para la defensa del valle del río Sierro o Boloyunta donde se encuentra la localidad.
Pasada la Reconquista cristiana de finales del siglo XV y la Guerra de las Alpujarras (1568-1570), serían expulsados los moriscos del Reino de Granada. Los Reyes Católicos conceden el Señorío de Armuña a Alonso de Aguilar, VI Señor de Aguilar, que comprendía los pueblos de Armuña de Almanzora, Lúcar, Suflí y Sierro. La repoblación se llevó a cabo con pobladores venidos principalmente del Reino de Murcia y el resto de Castilla.

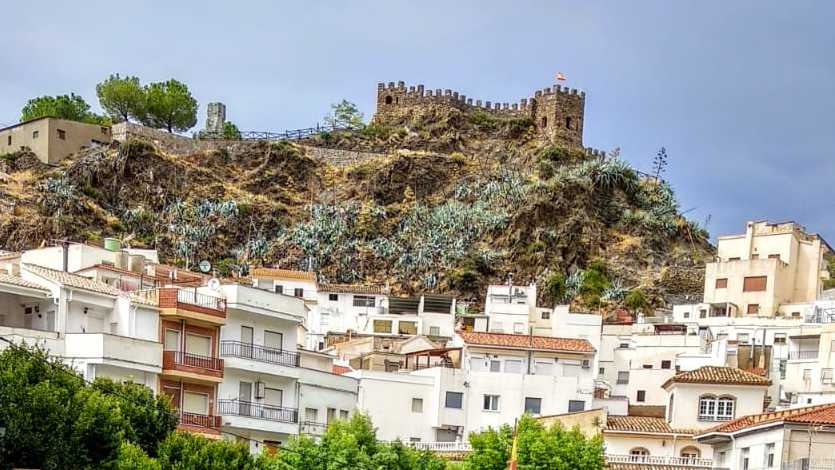
Vista del Castillo de Sierro

En el Apeo realizado en 1572 por el bachiller Gonzalo de Melgar y el escribano Andrés Rojo, constaba el gran número de huertas existentes, que abarcaban más de 150 fanegas de tierra arbolada, 94 fanegas de tierras de riego y 1085 fanegas de secano, dedicadas principalmente a cereales. La economía estaba centrada en el cultivo de la morera.
También estaban registradas ciento cuarenta viviendas, una iglesia, el castillo, once molinos harineros que funcionaban con fuerza motriz del agua y un molino de aceite.
El agua del río Boloyunta se usaba para regar y para la molienda en los molinos ubicados en las principales acequias. Estaban registradas siete acequias principales de las que salían ramales secundarios. Guardaban un orden en el reparto y en el tiempo de utilización del agua, cada propietario tenía su turno para regar un día de la semana. Cada zona es conocida actualmente con el nombre de la semana en el que les tocaba ser regados.

## Geografía humana

### Organización territorial
El municipio carece de cualquier otro núcleo de población.

### Demografía
Cuenta con una población de 376 habitantes (INE 2024).
| Gráfica de evolución demográfica de Sierro entre 1842 y 2021                                                          |
| |
| Población de derecho según los censos de población del INE. Población de hecho según los censos de población del INE. |

### Economía
El trabajo se concentra en los municipios colindantes, como Olula del Río, Tíjola o Macael, donde predominan las actividades del sector secundario y terciario.
También se desarrollan, de forma minoritaria, negocios propios que ofrecen servicios de bar, alimentación y transporte.
Otras actividades son las relacionadas con el sector primario, en concreto el cultivo de la almendra, además de frutas y hortalizas en pequeñas parcelas para consumo propio.

#### Evolución de la deuda viva municipal
| Gráfica de evolución de deuda viva del Ayuntamiento de Sierro entre 2008 y 2019                                |
| |
| Deuda viva del Ayuntamiento de Sierro en miles de euros según datos del Ministerio de Hacienda y Ad. Públicas. |

## Símbolos
Sierro cuenta con un escudo y bandera adoptados oficialmente el 24 de octubre de 2003.

### Escudo
Su descripción heráldica es la siguiente:

Medio partido y cortado. Primero, de gules (rojo), un castillo de oro (amarillo), mazonado de sable (negro) y aclarado de azur (azul). Segundo, de plata (blanco), un águila de sable, membrada de oro y linguada y armada de gules. Tercero, de azur, movientes de la punta ondas de plata y azur sumadas de una sierra de tres montes de plata, acostados de sendas ramas de olivo y de almendro, ambas de oro, en la diestra y la siniestra respectivamente. Al timbre, corona real española cerrada.

### Bandera
La enseña del municipio tiene la siguiente descripción:

Paño rectangular vez y media más largo que ancho, terciado en vertical por tres franjas iguales azul, blanca y azul. En el centro de la enseña, el escudo municipal.

## Política
Los resultados en Sierro de las últimas elecciones municipales, celebradas en mayo de 2019, son:
| Elecciones Municipales - Sierro (2019) | Elecciones Municipales - Sierro (2019)   | Elecciones Municipales - Sierro (2019) | Elecciones Municipales - Sierro (2019) | Elecciones Municipales - Sierro (2019) |
| Partido político                       | Partido político                         | Votos                                  | % Válidos                              | Concejales                             |
| -------------------------------------- | ---------------------------------------- | -------------------------------------- | -------------------------------------- | -------------------------------------- |
|                                        | Partido Socialista Obrero Español (PSOE) | 218                                    | 71,48 %                                | 5                                      |
|                                        | Partido Popular (PP)                     | 86                                     | 28,20 %                                | 2                                      |

### Alcaldías
| Legislatura         | Nombre                                    | Partido Político  |
| ------------------- | ----------------------------------------- | ----------------- |
| 1979-1983           | José Rubio Muñoz                          | UCD               |
| 1983-1987           | José Rubio Muñoz                          | AP-PDP-UL         |
| 1987-1991           | Ángel Lozano Rubio                        | PSOE              |
| 1991-1995           | Juan Aranda Sánchez                       | PSOE              |
| 1995-1999           | Juan Aranda Sánchez                       | PSOE              |
| 1999-2003           | Juan Matías Rubio                         | PP                |
| 2003-2007 2004-2007 | Juan Matías Rubio Ángel José Lozano Rubio | PA IU             |
| 2007-2011           | Juan Matías Pérez                         | PSOE              |
| 2011-2015           | Juan Rubio Cano                           | PP                |
| 2015-2019           | Juan Rubio Cano                           | PP                |
| 2019-2023           | Adrián José de Manuel Hernández           | PSOE              |
| 2023-act.           | Adrián José de Manuel Hernández           | Juntos por Sierro |

## Servicios públicos

### Sanidad
Sierro cuenta con un consultorio médico de atención primaria dependiente del Área de Gestión Sanitaria Norte de Almería. El servicio de urgencias está en el centro de salud de Olula del Río.
El área hospitalaria de referencia es el Hospital La Inmaculada situada en el municipio de Huércal-Overa.

### Educación
El único centro educativo que hay en el municipio es:
| Denominación genérica | Nombre del centro | Naturaleza |
| --------------------- | ----------------- | ---------- |
| Colegio público rural | CPR San Marcos    | Público    |

### Instalaciones
Sierro cuenta con varias instalaciones deportivas: una pista de petanca, un polideportivo, una pista de frontenis y otra de pádel, un rocódromo, un gimnasio y dos parques biosaludables.
Otras infraestructuras existentes son la piscina municipal, dos parques infantiles, un espacio escénico, unas oficinas de trabajo cooperativo y una biblioteca pública.

## Cultura

### Patrimonio

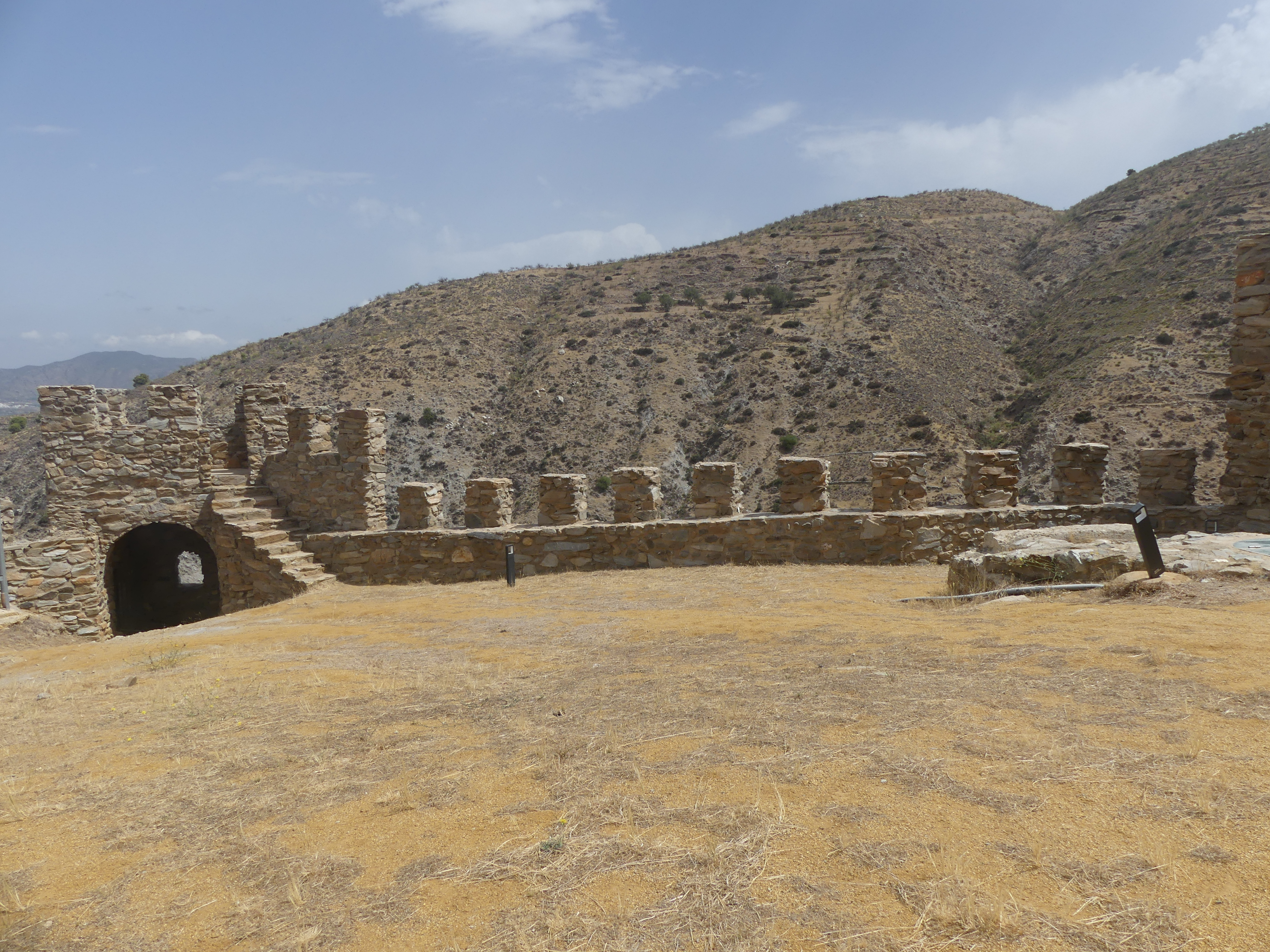
Vista del interior del Castillo de Sierro

- Entre sus edificios más señalados destaca el castillo, una fortaleza de alquería con dos círculos defensivos concéntricos de la época islámica con una superficie de 800 metros cuadrados. Cuenta con un aljibe, un torreón, dos torres más pequeñas proyectadas al exterior y dos entradas. Fue rehabilitado en 2011, y el recinto está abierto al público.

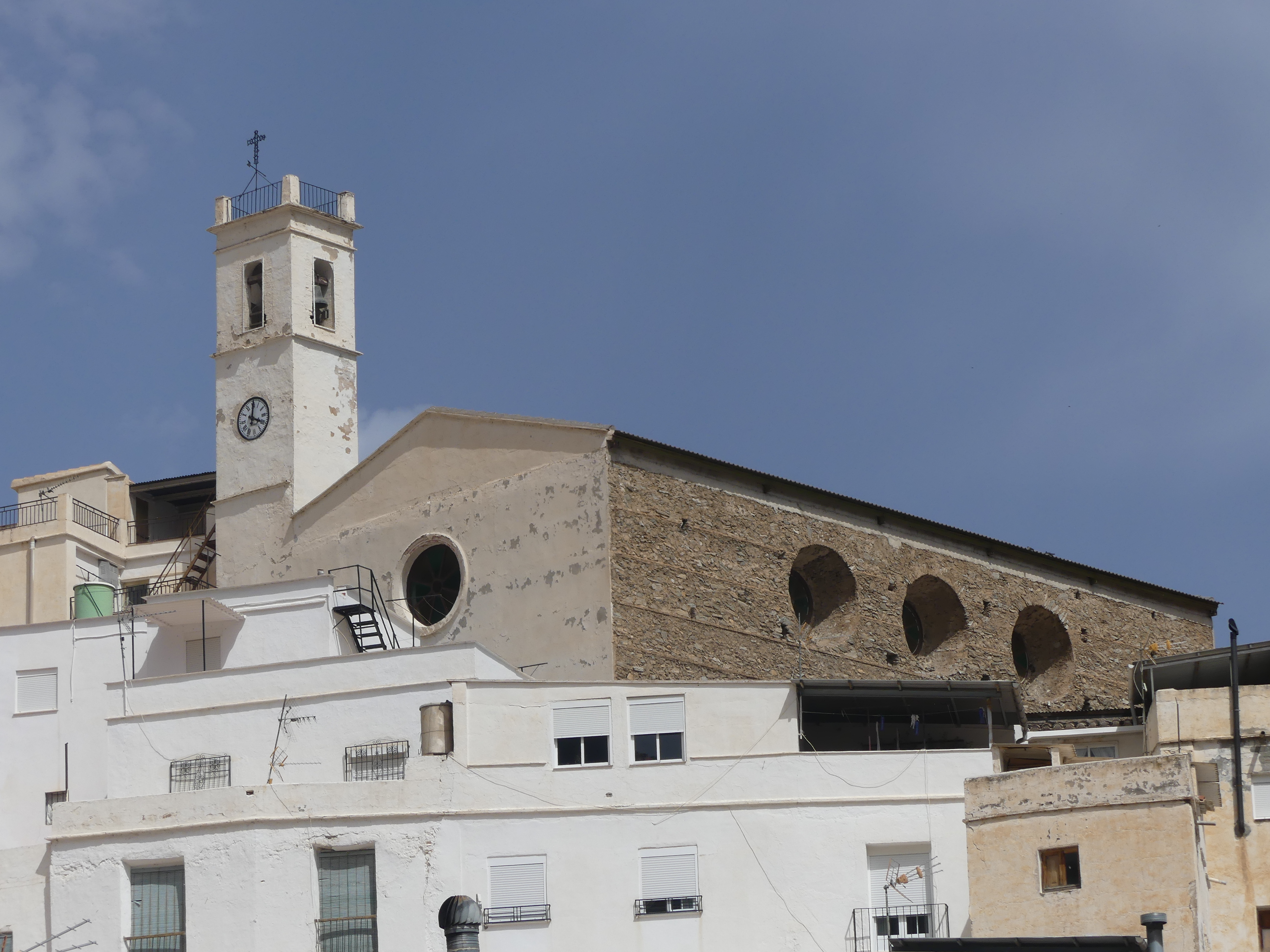
Parroquia de San Sebastián

- Parroquia de San Sebastián es una iglesia neoclásica que data de 1890, de nave única cubierta por una bóveda de cañón, organización interior a base de columnas jónicas y arcos de medio punto e iluminación con óculos abiertos en el fondo de los lunetos de la bóveda. La torre es de construcción posterior según el escrito firmado en 1893. Hubo dos iglesias anteriores, la primera en 1505 denominada iglesia de Santa María de Sierro, y la segunda de 1572, según el Libro de apeo y repartimiento de Sierro.

- Antigua almazara, del período musulmán, que está actualmente reconstruida como restaurante.

- Ermita en honor a San Isidro, situada en la Era de la Cruz Colora, que se hizo con el dinero de todos los vecinos por el empeño de «El Sordo» como solución a la escasez de lluvias.

- El caño, fuente de mármol blanca situada en el centro de Sierro que ha ido renovando a lo largo de los años manteniendo el diseño.

### Patrimonio cultural inmaterial

#### Moros y Cristianos

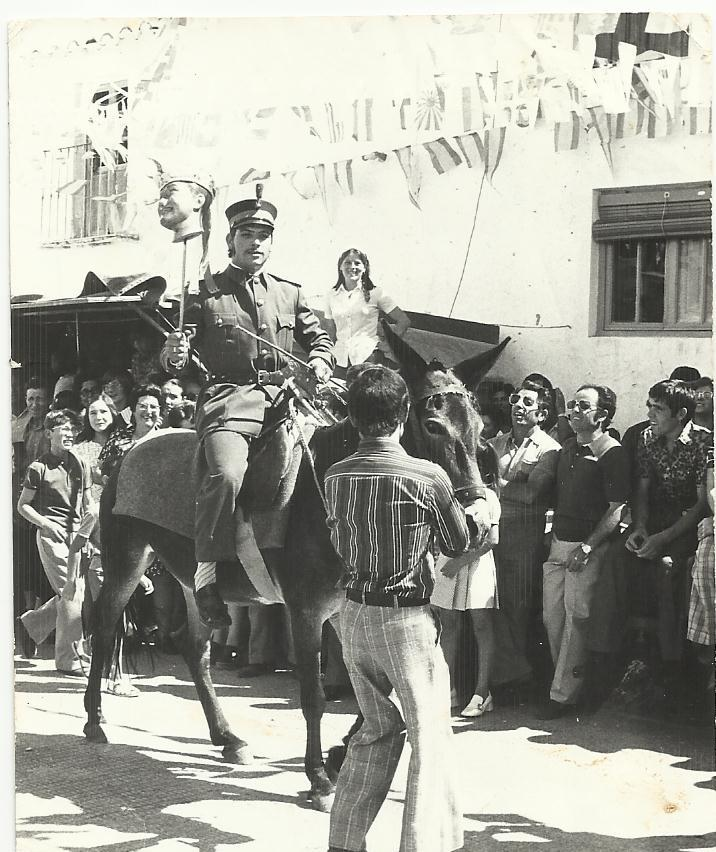

Se celebran cada año durante el primer fin de semana de septiembre. Es un evento cultural importante por su carga histórica y tradicional. Los textos de la relación que se conservan fueron transcritos en 1950.
Consiste en la representación del enfrentamiento entre el bando cristiano y el moro por la imagen de San Sebastián, patrón del municipio. 
Se desarrolla en dos actos, el primero tiene lugar la tarde del sábado, con el peculiar desfile de moros y cristianos por las calles del pueblo y la procesión de San Sebastián, donde ganan los moros y el santo queda prisionero en el castillo. Acaba con el tradicional baile de banderas. Esa noche tiene lugar la ceremonia de acompañamiento al santo, donde se encienden velas ofrecidas por los vecinos. 
En el segundo acto, que es el domingo, ganan los cristianos. Se realiza también el desfile y la procesión antes de la representación y se finaliza con el baile de banderas. 

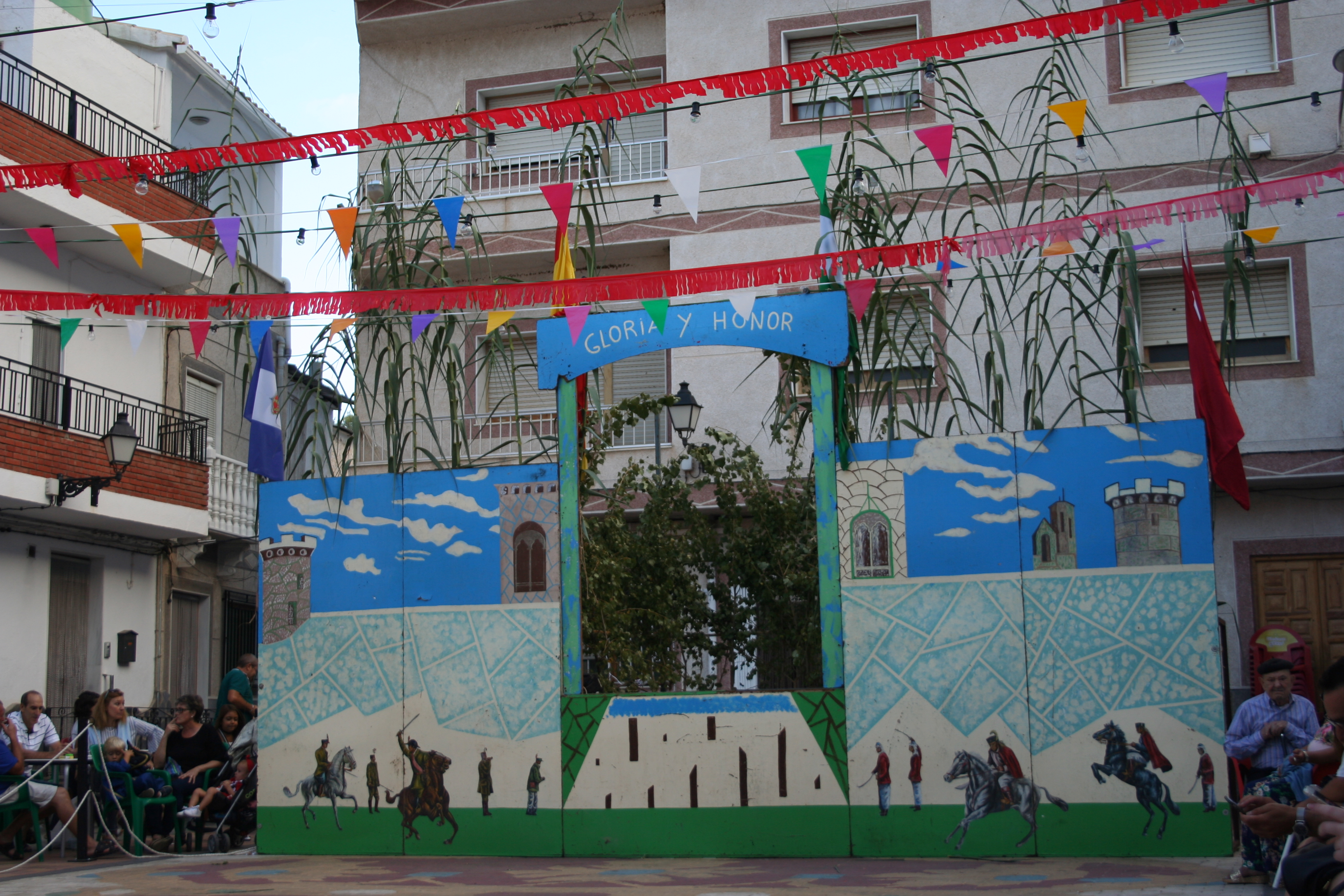

La representación cuenta con cuatro personajes principales: embajador moro, embajador cristiano, general moro y general cristiano,  cuatro secundarios que los acompañan: abanderado moro, abanderado cristiano, sargento moro y sargento cristiano, y las tropas moras y cristianas, formadas por los vecinos del pueblo, que participan en el desfile y en la lucha cuerpo a cuerpo durante las batallas.
Se usan como escenarios la plaza de España, la iglesia, las calles y el salón de San Sebastián. También, escenografía como el castillo de madera y atrezo: banderas, estandartes, pinchos, escudos y la cabeza del embajador moro,  vestimentas características de cada bando, caballos y música original de la mano de los músicos de Sierro.

#### San Sebastián
Es el patrón del municipio y se celebra el 20 de enero. Incluye la misa en honor al santo y su procesión por las calles del pueblo, donde se lanzan roscos desde los balcones, seguida del tradicional juego de banderas en la plaza de España y el canto del himno "Gloria y honor al mártir San Sebastián" por parte de los vecinos.
Las fiestas patronales en su honor se celebran el primer fin de semana de septiembre por un acuerdo en el año 1934 de la mayoría de los miembros de la Cofradía debido a las inclemencias del tiempo en invierno. Se realizan diversas actividades musicales, de ocio y culturales durante 5 días. Lo más destacado es la tradicional representación de moros y cristianos el sábado y el domingo.

#### San Blas
Se celebra el 3 de febrero con una misa y la procesión por las calles del pueblo, mientras se lanzan roscos desde los balcones. Al finalizar, se reparte en la iglesia pan bendito, cortado un día antes por los vecinos y bendecido por el cura.

#### San Isidro
Es el 15 de mayo y se realiza una procesión desde la iglesia de San Sebastián hasta la ermita de San Isidro con la imagen del santo, una misa y es tradición llevar comida y bebida para pasar la tarde en la Era de la Cruz Colora con familiares y amigos, donde actúa la banda de música del pueblo llamada "Los Serranos".

#### San Marcos
Es el 15 de abril y se celebra con la salida, durante el día o el fin de semana, al campo y a los cortijos y se come el tradicional hornazo.

### Eventos culturales
Las Jornadas Micológicas
Acontecimiento que se celebra todos los años en el mes de noviembre. Se realizan actividades varias relacionadas con el mundo de las setas y la cultura: rutas de senderismo buscando setas, exposiciones, ruta de la micotapa, charlas y talleres.
Carrera por Montaña de Sierro
Celebrada todos los años en el mes de mayo, promovida por el Club Eton Sport y el Ayuntamiento de Sierro. En 2021 se celebró la V edición y formó parte de la copa provincial de montaña. Cuenta con modalidad de trail y minitrail.

### Gastronomía
Entre los platos más tradicionales se destacan las migas de trigo, la olla de trigo, el arroz con conejo, la fritada de Purchena –a base de tomates y pimientos–, el empedrado –arroz con bacalao y habichuelas–, las albóndigas de bacalao, la fritá de conejo; de repostería, los mantecados caseros, las tortas de manteca, los hornazos, los buñuelos y los roscos fritos.

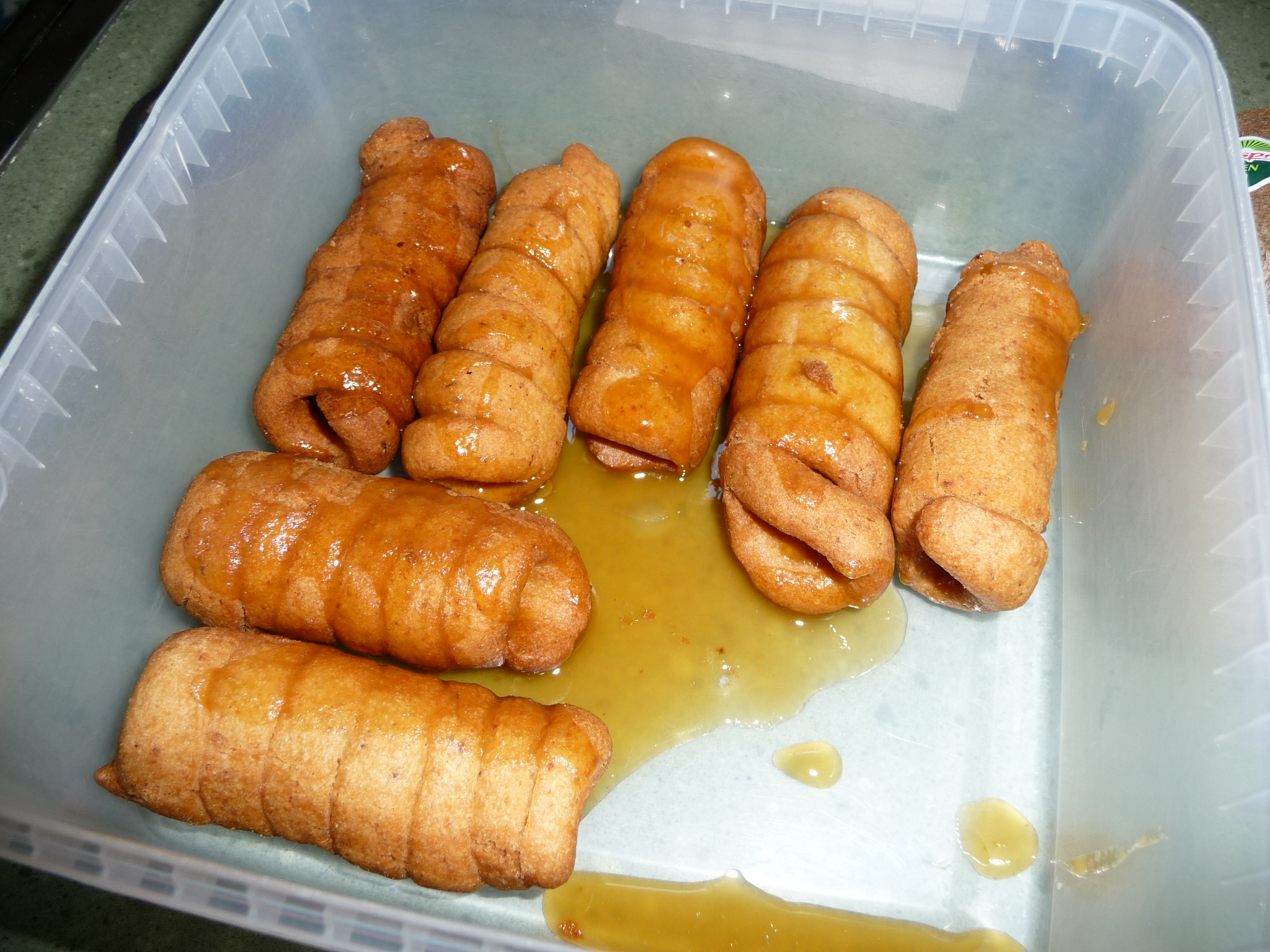
Gañotes

El municipio puede ubicarse en la comarca gastronómica del Valle del Almanzora, región conocida por sus fritadas y jamones curados y que tiene entre sus platos más conocidos la popular fritá de Suflí (fritada de pimientos y tomates). También son populares el asado del martes –a base de caballa,– la berza –popular guiso almeriense de col,– los buñuelos de calabaza, la ensalada de caldo, el gazpacho de ajo, el remojón de Nochebuena y los gañotes. Como plato representativo de Sierro, el crítico gastronómico Antonio Zapata cita la ensalada asada (ensalá asá), preparada con pimiento verde valenciano, tomate maduro y cebolla, parecida a la escalivada y muy próxima a algunas ensaladas del norte de África.
Forma parte de los 144 que constituyen la Indicación Geográfica Protegida del 'Cordero de las Sierras de Segura y la Sagra', por su producción del cordero segureño, raza conocida por su carne de color rosáceo con un excelente nivel de engrasamiento y textura tierna y jugosa. Sus propiedades, provenientes de un animal adaptado a la vegetación intermitente de la zona, rica en hierbas aromáticas, la hace apta para su preparado al horno, en salsa o a la brasa.

## Deporte

### Senderos
- PR-A 302 “Sierro por Bayarque”: sendero de pequeño recorrido circular de unos 13 km por un camino de herradura.[26]
- PR-A 14 “Bacares-Sierro”: sendero de pequeño recorrido lineal con una longitud de 13 km.[27]
- SL-A 013 “Sierro por la Era del Violín”: sendero de recorrido circular de 5,5 km[28]